# كلاوس ساميلسون
كلاوس ساميلسون (بالإنجليزية: Klaus Samelson)‏ (من مواليد 21 ديسمبر 1918 - تُوفي في مايو 25 عام 1980) وهو عالم رياضيات ألماني وفيزيائي ورائد كمبيوتر في مجال المحول البرمجي وخوارزميات المكدس (بنية بيانات) لترجمة الصيغ المتسلسلة على أجهزة الكمبيوتر.

## حياته
ولد في ستراسبورغ، الألزاس واللورين، وعاش طفولته المبكرة في فروتسواف. كان أخوه الأكبر عالم الرياضيات هانس ساملسون.
بسبب الظروف السياسية، انتظر حتى عام 1946 لدراسة الرياضيات والفيزياء في جامعة لودفيغ ماكسيميليان في ميونخ.

## عمله
بعد تخرجه، عمل لفترة قصيرة كمدرس في المدرسة الثانوية قبل أن يعود إلى الجامعة. أكمل درجة الدكتوراه في الفيزياء مع فريدريش بوب بأطروحة حول مشكلة ميكانيكا الكم التي طرحها أرنولد سومرفيلد المتعلقة بالحث أحادي القطب.
أصبح الدكتور ساميلسون مهتمًا بالتحليل العددي، وعندما بدأ هانس بايلوتي، المهندس الكهربائي، وروبرت سوير، أستاذ الرياضيات، العمل معًا، انضم إلى شركة كمبيوتر باكرا، وشارك في أجهزة الكمبيوتر المبكرة كمساعد باحث في المعهد الرياضي لجامعة ميونخ التقنية.
كانت منشوراته الأولى من اهتمامات ساوير والتي تتعامل مع التدفق الأسرع من الصوت ومشاكل الدقة في الحسابات الرقمية للقيم الذاتية والمتجهات الذاتية.
بعد فترة وجيزة، بدأ تأثير ساميلسون القوي على تطوير علوم الكمبيوتر والمعلوماتية كنظام علمي جديد. مع فريدريش باور. درس هيكل لغات البرمجة من أجل تطوير خوارزميات فعالة لترجمتها وتنفيذها.
كما عمل بايلوتي وباور وساملسون على تصميم PERM ، وهو جهاز كمبيوتر يعتمد بشكل جزئي على مفهوم Whirlwind. بحلول عام 1955 ، تم الانتهاء من PERM واستمروا في العمل الذي بدأه باوير في عام 1951 حول المفاهيم في البرمجة التلقائية.
لعب ساميلسون دورًا رئيسيًا في تصميم ألغول (لغة برمجة) 58 و ألغول (لغة برمجة) 60.
في عام 1958 ، عُين كلاوس أستاذاً لقسم الرياضيات في جامعة ماينتس، ومنذ عام 1963 ، كان يشغل كرسيًا في جامعة ميونيخ التقنية حيث عمل هو وفلوريل في تطوير منهج جامعي للمعلوماتية وعلوم الكمبيوتر. شارك في المعايير الدولية في البرمجة والمعلوماتية من خلال الجمعية الدولية لمعالجة المعلومات IFIP. أصبح رئيس تحرير مجلة اكتا إنفورماتيكا عندما بدأ في عام 1971.

## وصلات خارجية
- Klaus Samelson at الببليوغرافيا الرقمية ومشروع المكتبة Bibliography Server
- كلاوس ساميلسون في شجرة علماء الرياضيات